# Kitty Courbois
 (octobre 2018).
Kitty Courbois, née Catharina Anna Petronella Antonia Courbois le 13 juillet 1937 à Nimègue et morte le 11 mars 2017 à Amsterdam, est une actrice et femme de lettres néerlandaise.

## Filmographie

### Cinéma et téléfilms
- 1958 : Cesare
- 1961 : De rinoceros : Kelnerin
- 1962 : Dagboek van Anne Frank
- 1963 : Een midzomernachtsdroom : Hermia
- 1964 : Villon vertaald
- 1964 : Hedenavond: voorstelling - Actrice de la scène Der Reigen
- 1962 : Dagboek van Anne Frank[2]
- 1966 : Het gangstermeisje de Frans Weisz : Karen[3]
- 1974 : Mariken van Nieumeghen de Jos Stelling[4]
- 1975 : The Last Train de Erik van Zuylen : Coba[5]
- 1979 : Tiro de Jacob Bijl : Lea Bovenlander[6]
- 1980 : Spetters de Paul Verhoeven : Docteur[7]
- 1981 : Twee vorstinnen en een vorst : Mère
- 1982 : Armoede : Lena Boot
- 1983 : De mannetjesmaker (nl) de Hans Hylkema : Olga Müller[8]
- 1983 : An Bloem (nl) de Peter Oosthoek : An Bloem[9]
- 1985 : Het Bittere Kruid (nl) de Kees Van Oostrum : Moeder Meijer[10]
- 1985 :  La Chair et le Sang de Paul Verhoeven et David Alvarez[11]
- 1989 : Leedvermaak (nl) de Frans Weisz[12]
- 1990 : Vincent et Théo de Robert Altman[13]
- 1991 : Werther Nieland
- 1992 : Oog in oog: Oude vrouw
- 1993 : Seventh Heaven de Jean-Paul Lilienfeld[14]
- 1998 : Madelief, krassen in het tafelblad (nl) de Ineke Houtman[15]
- 1999 : Duinzicht boven
- 2000 : Cross fate
- 2000 : Pasen op schokland : Grand-mère
- 2001 : Qui Vive (nl) de Frans Weisz[16]
- 2002 : Achttien : Grootmoeder
- 2002 : Mevrouw de minister : Salomo
- 2003 : Brush with fate : Hilde
- 2003 : Silently broken
- 2005 : Gezocht: Man de Patrice Toye[17]
- 2009 : Amsterdam : Heler
- 2009 : Happy end : Ada
- 2010 : Vlees : Mère de l’inspecteur
- 2010 : Dicht bij mij vandaan : Miranda
- 2010 : Far From Close de Martijn de Jong : Miranda
- 2012 : Brammetje Baas (nl) de Anna van der Heide : Moeder Vis[18]
- 2011 : Het gordijnpaleis van Ollie Hartmoed : Ingeborg Hartmoed
- 2014 : Hartenstraat (nl) de Sanne Vogel : Bep[19]
- 2016 : De Held (nl) de Menno Meyjes : Lezebel[20]

## Ouvrage
- 1985 : Bibeb en de kunst : co-écrit avec la journaliste Bibeb